# Osceola, Fond du Lac County
Osceola är en stad i Fond du Lac County i delstaten Wisconsin, USA. Vid folkräkningen år 2000 bodde 1 802 personer på orten. Enligt the United States Census Bureau har staden en total area på 94,2 km². 91,0 km² av det är land och 3,2 km² består av vatten.